# Arma nuclear de uso tático

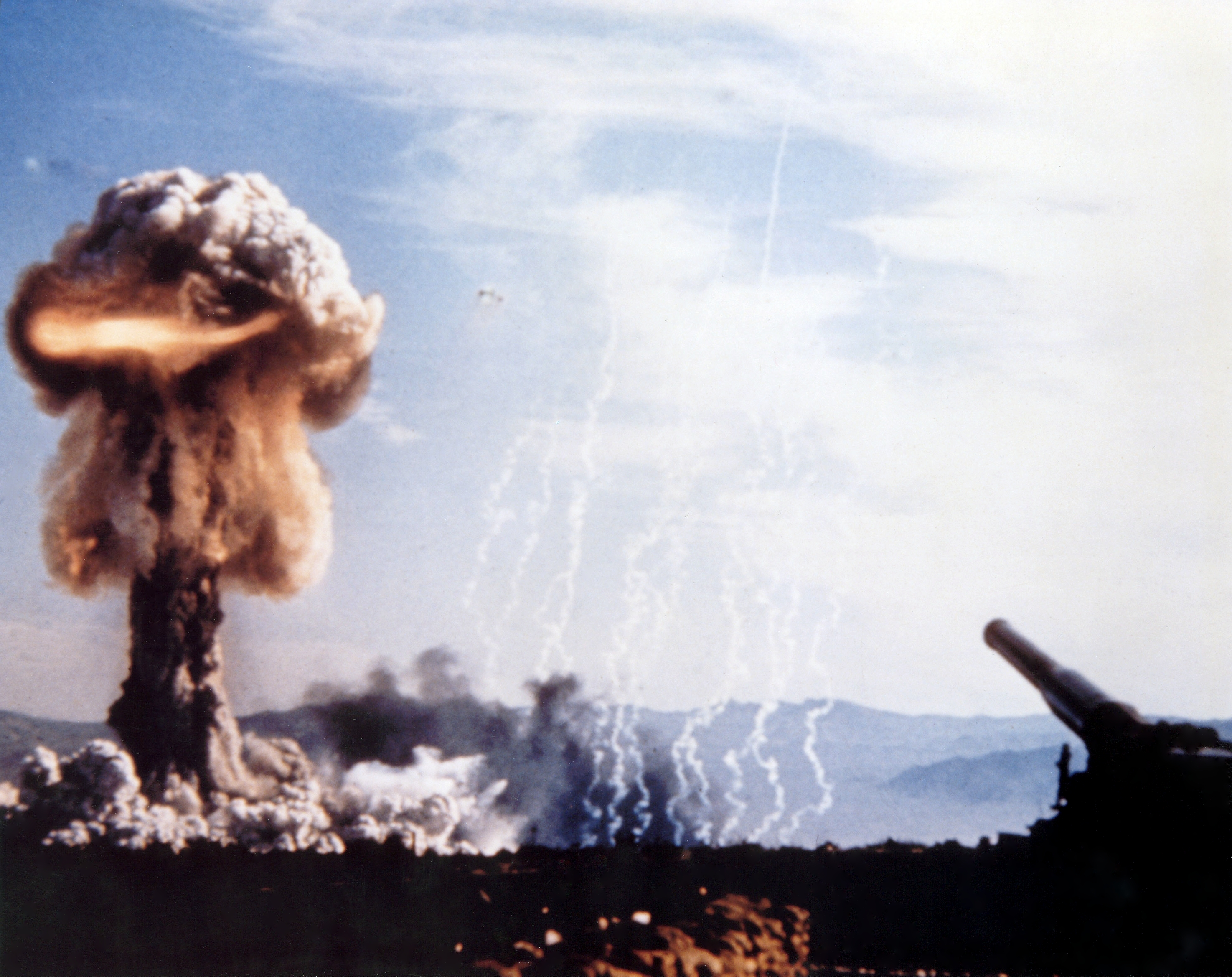
Teste de lançamento de uma arma nuclear tática lançada por artilharia, em 1953, na operação Upshot-Knothole Grable. O canhão M65 ficou conhecida como "canhão atômico".

Armas nucleares táticas ou armas nucleares de uso tático são armas nucleares de pequeno poder explosivo, geralmente na faixa de 0,5 a 5 kilotons, destinadas a alvos específicos, como tropas, agrupamentos de blindados, bases militares, grupos de navios ou porta-aviões.
Geralmente seu uso tático é muito específico e envolve utilizar apenas uma das principais formas de energia liberada pela bomba: ou o poder de destruição e calor ou o pulso eletromagnético.

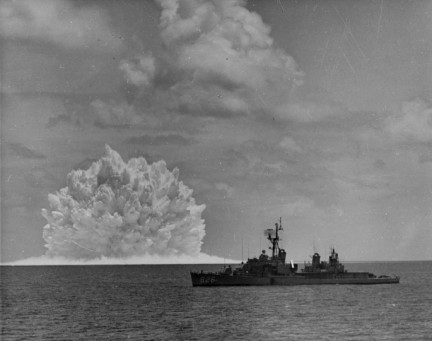
Navio estadunidense testa uma carga de profundidade nuclear lançada por foguete anti-submarino (1962)

Mesmo com poder explosivo reduzido estas armas têm efeito radioativo, o que sempre dificultou seu amplo emprego.
O uso de armas nucleares táticas seria destinado principalmente para o emprego contra as forças armadas do adversário. Esta função seria de importância maior se as forças-alvo se encontrassem próximas às forças que estão lançando a bomba, já que isto impediria o uso de uma arma de grande poder destrutivo, que ao explodir, pudesse atingir também a força lançadora.
Também podem ser empregadas como ogivas de cargas de profundidade nucleares, para uso anti-submarino, a grandes profundidades. A Argentina sempre acusou a Inglaterra de ter utilizado cargas de profundidade nucleares durante a Guerra das Malvinas, o que continua sendo negado pelo governo britânico, que apenas admitiu ter deslocado tais armas para o cenário de conflito.
Durante a Guerra Fria este tipo de arma chegou a ser usada como ogiva em mísseis ar-ar pelas forças armadas dos Estados Unidos e URSS, que pretendiam utilizar esses mísseis para destruir bombardeiros nucleares do adversário.
.

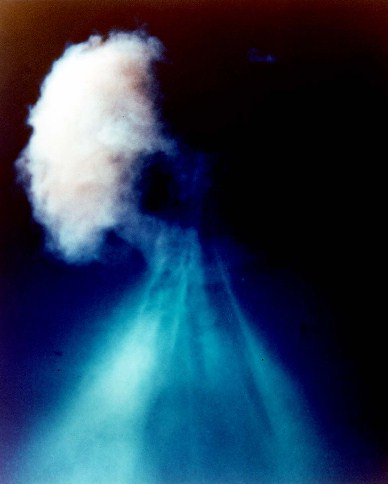
Operação Plumbbob: Teste do míssil ar-ar nuclear AIR-2 Genie, em 19 de Julho de 1957, o primeiro míssil ar-ar com carga nuclear, lançado de um F-89J sobre o deserto de Nevada a uma altitude de 4,5 km.

O primeiro míssil ar-ar nuclear foi o AIR-2 Genie, carregado pelo F-89 e posteriormente pelos caça-bombardeiros F-101B e F-106A da USAF. O objetivo deste tipo de míssel era danificar ou destruir  bombardeiros estratégicos que voam a altas altitudes, utilizando o pulso eletromagnético (PEM) da arma. O PEM era mais eficaz para danificar os equipamentos eletrônicos dos bombardeiros adversários do que a própria onda de choque da explosão da bomba, pois esta era minimizada pelo ar rarefeito.

## Armas nucleares táticasversusnovas armas convencionais
Atualmente as armas nucleares táticas são substituídas com vantagens por outras armas convencionais que produzem pulsos eletromagnéticos ou grande quantidade de calor e pressão. As bombas de pulso eletromagnético, ou bombas de energia direta como o JSOW, que produz uma descarga eletromagnética utilizando micro-ondas direcionadas, capazes de substituir as armas nucleares táticas na função de danificar equipamentos eletrônicos, de computação ou comunicação em pequenas áreas.
Quando o objetivo é simplesmente destrutivo, podem ser substituídas pelas bombas termobáricas mais poderosas, que mesmo sendo armas convencionais, produzem poder de destruição equivalente a 1 kiloton, sendo que EUA e Rússia já anunciaram possuir armas termobáricas com poder destrutivo equivalente a 5 e 11 kilotons respetivamente. A Rússia já utilizou armas termobáricas contra bunkers subterrâneos na Chechênia, e os Estados Unidos utilizaram armas termobáricas no Afeganistão e no Iraque.